# Agnetha Fältskogs bästa
Agnetha Fältskogs bästa är ett samlingsalbum av den svenska popsångerskan Agnetha Fältskog, släppt 1973.

## Låtlista

### Side A
1. Jag var så kär
2. Utan dej, mitt liv går vidare
3. Allting har förändrat sej
4. Zigenarvän
5. Om tårar vore guld

### Side B
1. Många gånger än
2. Dröm är dröm, och saga saga
3. Vart skall min kärlek föra?
4. Så glad som dina ögon
5. En sång om sorg och glädje
6. Vi har hunnit fram till refrängen